# Stafsinge
Stafsinge est une localité suédoise située dans la commune de Falkenberg.